# Philippe Claudel
Pour les articles homonymes, voir Claudel.
Philippe Claudel est un écrivain et réalisateur français né le 2 février 1962 à Dombasle-sur-Meurthe (Meurthe-et-Moselle).

## Biographie

### Famille et enfance
Philippe Claudel n'a pas de lien familial proche avec Paul Claudel, écrivain célèbre dont le patronyme est homonyme. Il descend de Marcel Claudel et Lucienne Dagonneau.
Philippe Claudel passe son enfance dans la petite ville où il est né et fait ses études au collège Julienne-Farenc puis, au lycée Ernest-Bichat de Lunéville où il est interne. Ce sont des années de grande tristesse et de lecture intense. Après l'obtention de son baccalauréat en 1981, il mène une vie dissolue pendant deux années, s'inscrivant à l'université de Nancy sans guère la fréquenter, passant son temps dans les musées, à dessiner, à peindre, à écrire des poèmes, des nouvelles, des scénarios, à jouer dans de nombreux courts métrages, à créer deux radios libres avec des amis et à pratiquer intensivement l'alpinisme. 
En 1983, il rencontre Dominique, sa future femme, qui l'incite à reprendre ses études. Il passe une licence de lettres modernes, ainsi qu'une licence d'histoire de l'art et un DEUG d'histoire et géographie.
Il quitte son emploi de surveillant dans un lycée après avoir réussi le concours de PEGC en 1985. Il obtient le CAPES de lettres modernes, puis l'agrégation de lettres modernes. En 2001, il soutient une thèse de doctorat en littérature française consacrée à André Hardellet (1911-1974) sous le titre « Géographies d'André Hardellet » sous la direction de Gilles Ernst. Son travail obtient une mention très bien assortie des félicitations du jury à l'unanimité. Il refuse de publier cette thèse.

### Carrière littéraire
Très attaché à la Lorraine où il est né et réside, il est maître de conférences en littérature et anthropologie culturelle à l'université de Lorraine. Il y enseigne à l'Institut européen de cinéma et d'audiovisuel, en particulier l'écriture scénaristique. Philippe Claudel a également été professeur en prison et auprès d'adolescents handicapés physiques. Auteur d'une quarantaine de livres publiés, ses principaux romans sont traduits dans le monde entier. L'univers carcéral et les drames liés à la question migratoire sont deux thématiques qu'il travaille particulièrement depuis quelques années[Quand ?].
Il entre à l'Académie Goncourt le 11 janvier 2012 au couvert de Jorge Semprún. Il est fait docteur honoris causa de la Katholieke Universiteit Leuven, le lundi 2 février 2015. Il est élu membre de l'Académie royale de langue et de littérature françaises de Belgique en avril 2016, au siège d'Assia Djebar. Il y est reçu le samedi 29 avril 2017.
Lundi 13 mai 2024, Philippe Claudel est élu nouveau président de l’académie Goncourt.

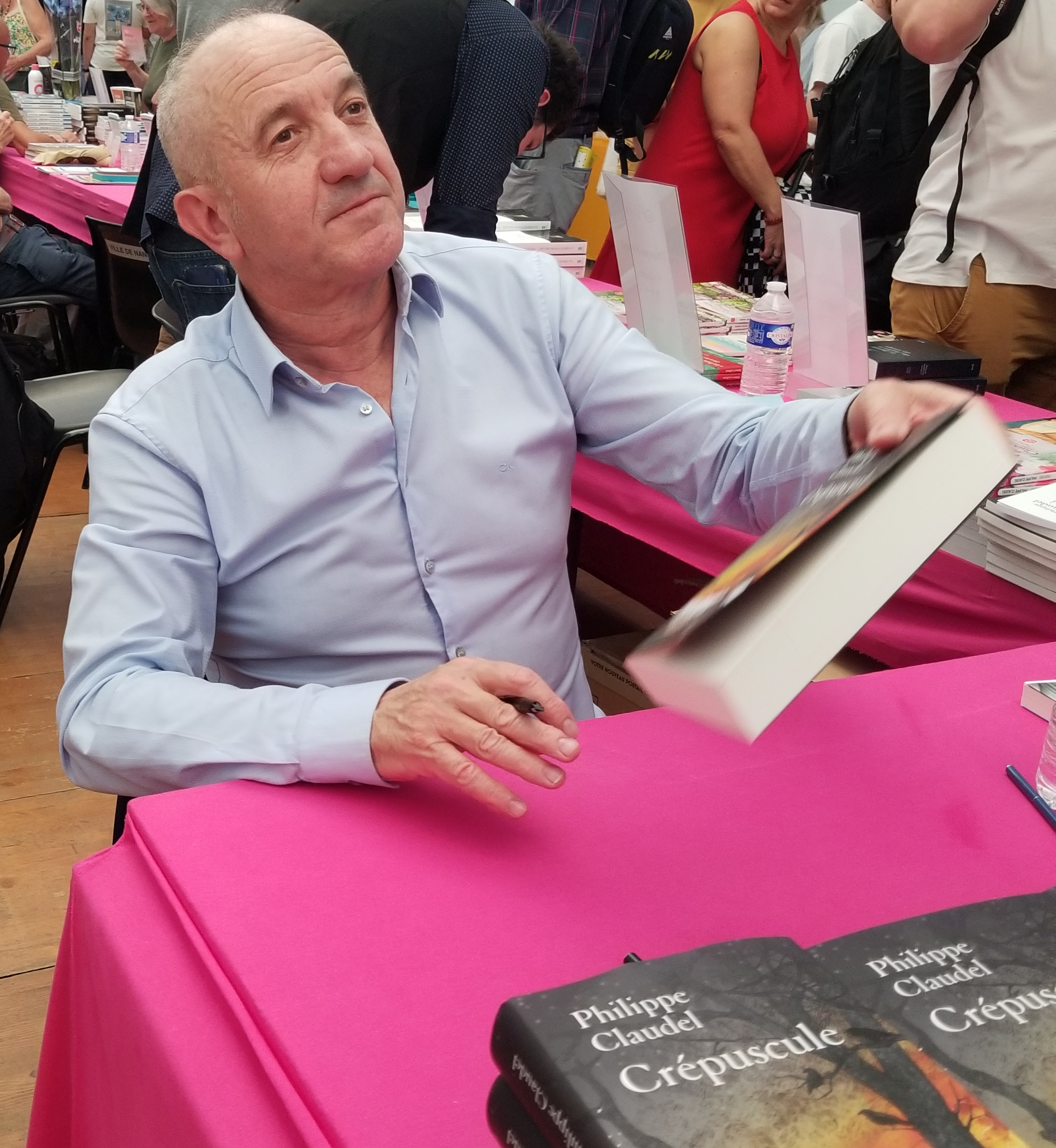
Philippe Claudel en dédicace pour Crépuscule en 2023.

### Cinéaste
Son premier film, Il y a longtemps que je t'aime, avec Kristin Scott Thomas et Elsa Zylberstein, a obtenu un grand succès critique en France et dans le monde. Philippe Claudel remporte de nombreuses récompenses dont le César du meilleur premier film, deux nominations aux Golden Globes, quatre nominations aux BAFTA et remporte le BAFTA du meilleur film en langue non anglaise.
Son deuxième film Tous les soleils, avec Stefano Accorsi, Neri Marcorè, Clotilde Courau, Lisa Cipriani, et Anouk Aimée, est sorti en France le 30 mars 2011.
Son troisième film, Avant l'hiver, sort le 27 novembre 2013. Daniel Auteuil, Leïla Bekhti, Kristin Scott Thomas et Richard Berry sont les acteurs principaux de ce drame-thriller intimiste sur un couple en plein doute. Le cinéaste cita souvent ses références pour ce film, Claude Sautet et Alfred Hitchcock.
Son quatrième film, Une enfance, sorti le 16 septembre 2015, réunit notamment Alexi Mathieu, Pierre Deladonchamps et Patrick d'Assumçao. Ce film fut tourné dans sa ville natale (Dombasle-sur-Meurthe). Il a obtenu le Bayard d'or du meilleur scénario au festival de Namur et le Hugo d'or du meilleur film au Festival de Chicago.

### Radio
Depuis le 4 septembre 2023, Philippe Claudel est sociétaire des Grosses Têtes, animées par Laurent Ruquier.

## Publications

### Romans
- 1999 : Meuse l'oubli, Paris, Balland, 141 p. (ISBN 978-2-7158-1193-5)Sélectionné par le 13e Festival du premier roman, à Chambéry, en 2000.
- 1999 : Quelques-uns des cent regrets, Paris, Balland, 171 p. (ISBN 978-2-7158-1254-3)
- 1999 :  Le Café de l'Excelsior (ill. Jean-Michel Marchetti), Nancy, La Dragonne, 90 p. (ISBN 978-2-913465-02-2)
- 2000 : J'abandonne, Paris, Balland, 105 p. (ISBN 978-2-7158-1312-0)Prix Roman France Télévisions 2000
- 2000 :  Barrio Flores : petite chronique des oubliés (ill. Jean-Michel Marchetti), Nancy, La Dragonne, 94 p. (ISBN 978-2-913465-09-1)
- 2001 : Le Bruit des trousseaux, éditions Stock
- 2003 : Les Âmes grises, Paris, Stock, 284 p. (ISBN 978-2-234-05603-9)Prix Renaudot en 2003, adaptation au cinéma Les Âmes grises en 2005.
- 2005 : La Petite Fille de Monsieur Linh, Paris, Stock, 2005, 159 p. (ISBN 978-2-234-05774-6)
- 2007 : Le Rapport de Brodeck : roman, Paris, Stock, 2007, 414 p. (ISBN 978-2-234-05773-9)

- 2007 : Le café de l'Excelsior
- 2010 : L'Enquête, Paris, Stock, 2010, 278 p. (ISBN 978-2-234-06515-4)
- 2012 : Parfums, Paris, Stock, 224 p. (ISBN 978-2-234-07325-8 et 2-234-07325-1)Prix Jean-Jacques Rousseau de l'autobiographie 2013
- 2013 : Jean-Bark, Paris, Stock
- 2014 : Rambétant, Paris, Circa 1924
- 2016 : L'Arbre du pays Toraja, Paris, Stock, 2016, 208 p. (ISBN 978-2-234-08150-5, lire en ligne)
- 2016 : Au tout début, Aencrages and co
- 2016 : Higher Ground, avec Carl de Keyser, Lannoo
- 2017 : Inhumaines : roman des mœurs contemporaines, Paris, Stock, 2017, 128 p. (ISBN 978-2-234-07338-8)
- 2018 : L'Archipel du Chien : roman, Paris, Stock, 280 p. (ISBN 978-2-234-08595-4) [6],[7],[8],[9]
- 2019 : Compromis, Stock
- 2022: Crépuscule, Paris, Stock, 508 p. (ISBN 978-2-234-09477-2)
- 2025: Wanted, Paris, Stock, 140 p. (ISBN 978-2-234-09974-6)

### Nouvelles
- 2002 : Les Petites mécaniques : nouvelles, Paris, Mercure de France (maison d'édition), 2002, 158 p. (ISBN 978-2-7152-2374-5 et 2-7152-2374-9)
- 2002 : Mirhaela (ill. Richard Bato), Gérardmer, Æncrages & Co, coll. « Livre d'artiste », 22 p. (ISBN 978-2-35439-008-2)Enregistrement lu par Philippe Claudel pour le vernissage de l'exposition photographique Zona stea de Richard Bato (ouvrage réédité sans CD en 2008 à la suite de l'incendie d'Æncrages & Co)
- 2002 : La Mort dans le paysage (ill. Nicolas Matula), Gérardmer, Æncrages & Co, coll. « Voix de chants », 28 p. (ISBN 978-2-35439-009-9)(ouvrage réédité  en 2008 à la suite de l'incendie d'Æncrages & Co)
- 2004 : Trois petites histoires de jouets, Besançon, Virgile, coll. « Suite de sites », 2004, 78 p. (ISBN 978-2-914481-22-9 et 2-914481-22-5)
- 2004 : « Nel blù dipinto di blù », Dix ans sous la Bleue, collectif, Stock.
- 2006 : Le Monde sans les enfants : et autres histoires (ill. Pierre Koppe), Paris, Stock, 2006, 181 p. (ISBN 978-2-234-05946-7 et 2-234-05946-1, lire en ligne)
- 2015 : Les Confidents, Paris, Flammarion, 128 p (sélection de nouvelles déjà parues en Petits mécaniques).  (ISBN 978-2-08-136640-4)
- 2020 : Fantaisie allemande, Paris, Stock, 170 pages  (ISBN 9782234090491)
  - Ein Mann, Sex und Linden, Irma Grese, Gnadentod (Mort miséricordieuse), Die Kleine

### Ouvrages collectifs
- Collectif, Nue : treize textes courts d'après une photographie de Jean-Michel Marchetti, La Dragonne, 2002  (ISBN 2-913465-22-6) - textes de Jean-Claude Pirotte, Bernard Noël, Philippe Claudel et al.
- Collectif, Je suis Charlie, mais un peu tard dans Nous sommes Charlie : 60 écrivains unis pour la liberté d'expression. Paris : Le Livre de poche n° 33861, 2015, p. 32-35.  (ISBN 978-2-253-08733-5).
- Collectif, Philippe Claudel, un art du silence, Marie Joqueviel-Bourjea, Joëlle Cauville, Pierre Bonnet. Deux études, un entretien avec l'auteur et quatre textes de Philippe Claudel : Le Vivant immédiat, Boulon précaire, Ghofrane, La Petite. Éditions Hermann, collection Vertige de la langue,  (ISBN 978 2 7056 9439 5), 2017.

### Autres œuvres
- 2000 : Champagne-Ardenne, Alsace, Lorraine (ill. Alex Webb), Paris, National geographic, coll. « La France », 2000, 321 p. (ISBN 978-2-84582-013-5 et 2-84582-013-5)
- 2001 : Le Bruit des trousseaux, Paris, Stock, 2001, 92 p. (ISBN 978-2-234-05449-3 et 2-234-05449-4)Récits tirés de son expérience de professeur de français en prison.
- 2001 : Au revoir Monsieur Friant, Paris, Phileas Fogg, 77 p. (ISBN 978-2-914498-00-5 et 2-914498-00-4)Essai sur le peintre Émile Friant.
- 2002 : Nos si proches orients, Paris, National geographic et Phileas Fogg, coll. « France vagabonde », 2002, 68 p. (ISBN 978-2-84582-058-6 et 2-84582-058-5)
- 2005 : Trois nuits au palais Farnèse, Paris, Éditions Nicolas Chaudun, 55 p. (ISBN 978-2-35039-010-9 et 2-35039-010-1)avec la trad. en italien Tre notti al palazzo Farnese par Francesco Bruno
- 2007 : Quartier, photographies de Richard Bato, La Dragonne, 2007
- 2008 :
  - Verdun 30 000 jours plus tard (préf. Jacques Grison, ill. Jacques Grison), Verdun, 2008, 189 p. (ISBN 978-2-84597-316-9)
  - Parle-moi d'amour, Paris, Éditions Stock, 115 p. (ISBN 978-2-234-06125-5 et 2-234-06125-3)
- 2008 : Petite fabrique des rêves et des réalités, Paris, Stock, 2008, 286 p. (ISBN 978-2-234-06142-2)Carnet de tournage et de réflexions sur Il y a longtemps que je t'aime.
- 2009 : Tomber de rideau, Baume-les-Dames, Æncrages & Co, 32 p. (ISBN 978-2-35439-019-8)
- 2010 : Le Paquet : pièce pour un homme seul, Paris, Éditions Stock, 96 p. (ISBN 978-2-234-06406-5)
- 2011 : Quelques fins du monde, Baume-les-Dames, Æncrages & Co, 48 p. (ISBN 978-2-35439-044-0)
- 2012 : Autoportraits en miettes à travers les chefs-d’œuvre du musée des beaux-arts de Nancy, Paris, Éditions Nicolas Chaudun, 96 p. (ISBN 978-2-35039-135-9)Essai sur quelques chefs-d'œuvre exposés au musée des beaux-arts de Nancy
- 2013 : L'Œuvre gravée de Claude Morini, Éditions stArt et L'Ormaie, co-écrit avec Jacques Simonelli, Bruno Mendoça, Katy Rémy, Michel Joyard et François Bourgeau
- 2015 : Inventaire, photographies : Arno Paul, texte : Philippe Claudel, Éditions Light Motiv  (ISBN 9782953790894)
- 2015 : De quelques amoureux des livres, éditions Finitude (ISBN 978-2-36339-062-2) [présentation en ligne]
- 2016 : Au tout début, éditions Æncrages & Co, coll. « Territoires », 34p  (ISBN 978-2-35439-082-2)[10]
- 2018 : Le lieu essentiel, entretiens avec Fabrice Lardreau, Artaud
- 2022 : De quelques frontières, Paris, Paulsen, coll. « Paysages écrits », 2022 (ISBN 978-2-35221-365-9)

- 2023 : Rature

### Préfaces
- André Vers, Martel en tête (roman), éditions Finitude, 2006  (ISBN 978-2-912667-32-8).
- Jean-Claude Tardif, Les jours père (récit), La Dragonne, 2009  (ISBN 9782913465640).
- Vianney Huguenot, Les Vosges par le cul de la bouteille, 2011, Est Éditions  (ISBN 979-10-90739-00-0).
- Jean-Christophe Diedrich, Olivier Toussaint, Daniel Bourrion Pose Café, à Metz, 2000, Éditions Serpenoise,  (ISBN 2-87692-451-X).

## Filmographie
Son roman Les Âmes grises fut adapté au cinéma en 2004 par Yves Angelo, avec dans les rôles principaux Jean-Pierre Marielle, Jacques Villeret, Marina Hands, Denis Podalydès.

### Scénariste
- 2002 : Sur le bout des doigts d'Yves Angelo
- 2005 : Les Âmes grises, adaptation du roman du même nom par Yves Angelo.
- 2007 : l'épisode 7 de la saison 1 de la série télévisée Chez Maupassant tiré de la nouvelle Miss Harriet

### Réalisateur et scénariste

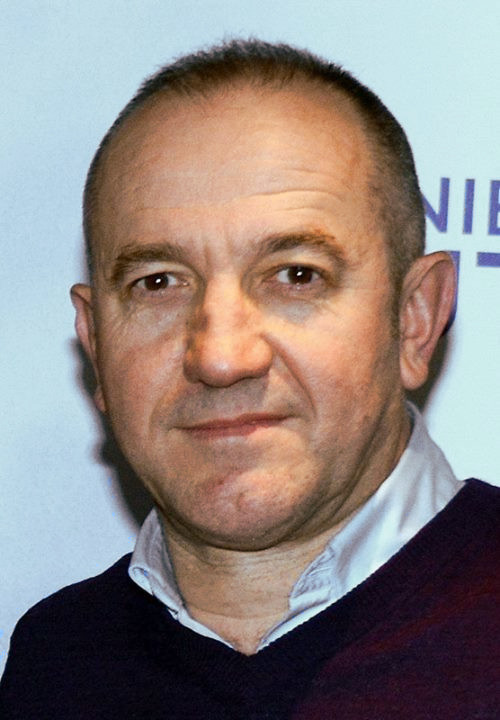
Philippe Claudel à une avant-première dAvant l'hiver en 2013.

- 2008 : Il y a longtemps que je t'aime
- 2011 : Tous les soleils
- 2013 : Avant l'hiver[11]
- 2015 : Une enfance[12]
- 2018 : Louis-Marcel Opi, curé Vosgien, in Square artiste, Arte.
- 2021 : Le Bruit des trousseaux, téléfilm adapté de son livre éponyme[13]

## Au théâtre
- 2008 : Parle-moi d'amour ! mise en scène Michel Fagadau avec Michel Leeb et Caroline Silhol.
- 2010 : Le Paquet avec Gérard Jugnot, dans une mise en scène de l'auteur
- 2019 : Compromis avec Pierre Arditi, Michel Leeb et Stéphane Pezerat, mise en scène de Bernard Murat

## Prix et distinctions

### Littérature
- 1999 :
  - Prix Erckmann-Chatrian pour Meuse l'oubli.
  - Feuille d’Or de la ville de Nancy pour Meuse l'oubli.
- 2000 :
  - Prix Marcel Pagnol pour Quelques-uns des cent regrets
  - Prix Roman France Télévisions pour J'abandonne.
- 2003 :
  - Bourse Goncourt de la nouvelle pour Les Petites Mécaniques.
  - Prix Renaudot pour Les Âmes grises.
  - Meilleur livre de l'année 2003 (Lire) pour Les Âmes grises.
- 2004 : Grand prix des lectrices de Elle pour Les Âmes grises.
- 2006 : Prix européen Euregio pour La Petite Fille de Monsieur Linh.
- 2007 : Prix Goncourt des lycéens pour Le Rapport de Brodeck.
- 2008 : Prix des libraires du Québec pour Le Rapport de Brodeck.
- 2009 : Prix des Lecteurs du Livre de Poche pour Le Rapport de Brodeck.
- 2010 :
  - L'Independent Foreign Fiction Prize (en) pour Brodeck's Report.
  - Prix des libraires de Nancy – Le Point pour L'Enquête[14].
- 2013 : Prix Jean-Jacques Rousseau de l'autobiographie pour Parfums

### Cinéma
- Pour Il y a longtemps que je t'aime :
  - 2008 : Sélectionné en compétition officielle à la Berlinale 2008. Gagne le Prix du public et le Prix du jury œcuménique.
  - 2009 : 34e cérémonie des César : César du meilleur premier film. Également nommé au César du meilleur film et au César du meilleur scénario original.
  - 2009 : BAFTA du meilleur film étranger lors de la 62e cérémonie des British Academy Film Awards. Également nommé au BAFTA du meilleur scénario original.
  - 2009 : Nommé au Golden Globe du meilleur film étranger lors de la 66e cérémonie des Golden Globes
- Une enfance :
  - Festival international du film francophone de Namur 2015 : Bayard d’Or du meilleur scénario
  - Festival international de Chicago 2015 : prix du meilleur film

### Décorations
- Chevalier de l'ordre du Mérite culturel de Monaco. Il est fait chevalier le 18 novembre 2017[15].